# Município de Washington (condado de Beaufort, Carolina do Norte)
Localização da Carolina do Norte nos E.U.A.
O município de Washington (em inglês: Washington Township) é um localização localizado no  condado de Beaufort no estado estadounidense da Carolina do Norte. No ano 2010 tinha uma população de 14.838 habitantes.

## Geografia
O município de Washington encontra-se localizado nas coordenadas 35° 33′ 50,59″ N, 77° 03′ 42,83″ O.